# قطعنامه ۱۵۵۷ شورای امنیت
قطعنامه  ۱۵۵۷ شورای امنیت سازمان ملل متحد که در تاریخ ۱۲ اوت ۲۰۰۴ تصویب شد، سندی بین‌المللی دربارهٔ وضعی میان عراق و کویت است. این قطعنامه طی نشست ۵۰۲۰ام با ۱۵ رای موافق، ۰ مخالف و ۰ ممتنع تصویب شد.